# 한림중학교 (경남)
한림중학교(翰林中學校)는 대한민국 경상남도 김해시 한림면 장방리에 있는 사립 중학교이다.

## 학교 연혁
- 1952년 6월 20일 : 이북고등공민학교 개교 및 입학식(侍墓洞 鐵道用地)
- 1952년 6월 30일 : 학교 위치 이동(명동리 45번지)
- 1955년 8월 30일 : 이북중학교 설립추진위원회 조직
- 1958년 4월 30일 : 학교 이전(명동리->현위치)
- 1961년 3월 1일 : 이북중학교 개교
- 1966년 11월 11일 : 동편 교사 증축 준공
- 1968년 3월 19일 : 교명 변경(이북중->한림중)
- 1996년 3월 2일 : 학급문고 운영(학급신문 발간)
- 2004년 5월 3일 : 제5대 학교법인 청담학원 이종원 이사장 취임
- 2005년 3월 1일 : 학급 감축(전교생 6학급)
- 2005년 9월 6일 : 급식소 개소
- 2012년 3월 1일 : 농산어촌 전원학교(B형) 운영(3년간)
- 2021년 11월 18일 : 정심관(체육관) 개관
- 2022년 9월 1일 : 제18대 김미정 교장 취임
- 2023년 1월 12일 : 제70회 졸업식(졸업생 33명, 누적 졸업생 9,549명)
- 2023년 3월 2일 : 입학식(1학년 86명)

## 참고 자료
- 한림중학교 - 한국교육학술정보원 학교알리미